# Agriculture aux États-Unis

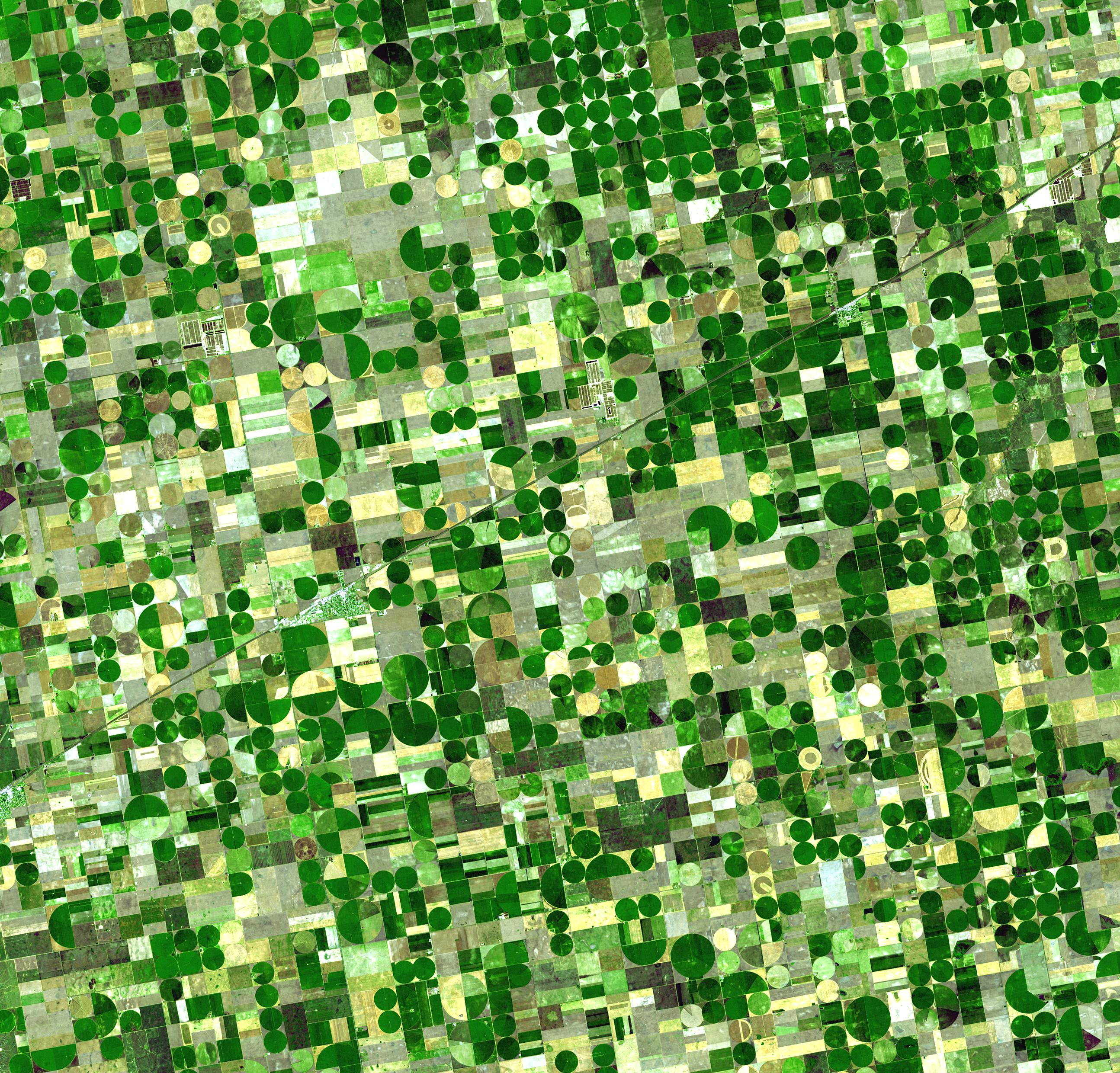
Photographie satellite de champs circulaires du Kansas caractéristiques de l'irrigation à pivot central.

L'agriculture est un secteur clé de l'économie des États-Unis, le pays étant le 1er exportateur et le 2e importateur mondial. C'est la troisième puissance agricole au monde, derrière la Chine et l'Union européenne. Le secteur emploie 1,7 % de la population active en 2004.
C'est une agriculture majoritairement familiale (97% des exploitations dont détenues en majorité par l'exploitant ou sa famille directe), intensive, avec une taille moyenne des exploitations de 170 hectares qui masque de fortes disparités selon les zones géographiques. Les productions de maïs, soja, blé, coton et luzerne sont très développées, ainsi que l'élevage. La majorité de la production agricole se trouve dans les Grandes Plaines, ainsi que la vallée de San Joaquin (Californie).
En 2012 : 2,2 millions d'exploitations, 371 millions d'hectares de surface agricole utile.
Les agriculteurs eux-mêmes sont vieillissants, près de 30 % d'entre eux ayant, en 2011, plus de 65 ans.
En 2019, 47 % des 2,4 millions d’ouvriers agricoles des États-Unis sont sans papiers, ne bénéficient d'aucun droits sociaux, et peuvent être soumis à des formes sévères d'exploitation.

## Histoire
L'agriculture sur le territoire des actuels États-Unis commence très tôt, dès l'époque où y vivent seuls ses premiers occupants : les Amérindiens. Ils cultivent notamment du blé et de l'orge mais aussi du cacao, des tomates... Elle s'intensifie réellement avec l'arrivée des esclaves africains au XVIIe siècle. Depuis le XIXe siècle, la Corn Belt (« ceinture de maïs ») est la principale zone agricole de ce pays - la Sun Belt étant connue pour ses fruits.

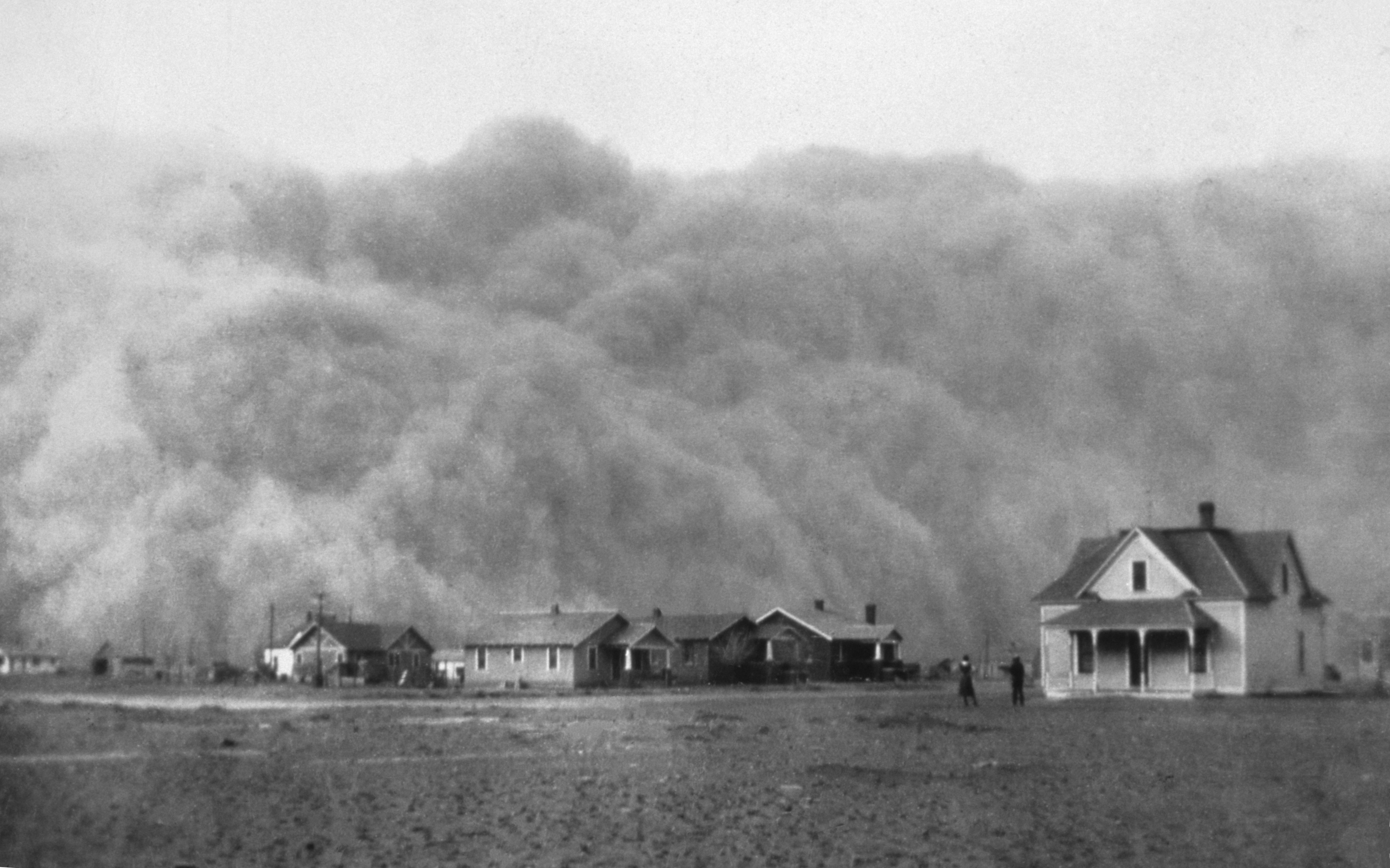
Effets du Dust Bowl : tempête de poussière dans le Texas en 1935.

Après la guerre de Sécession, les grands propriétaires fonciers s'emparent graduellement de la plupart des terres au détriment des petits colons au Texas et au Kansas. Entre 1880 et 1884, les grands propriétaires, organisés en véritables trusts basés principalement à Boston et à New York, prennent possession de près de cinquante millions d'acres. Ils organisent des groupes de voleurs de bétail afin de harceler et ruiner les petits éleveurs ; près de trois millions de têtes de bétail sont volées aux Amérindiens dans les années 1860. Selon les estimations de l'historien Oscar Osborn Winther, au moins 50 % des hors-la-loi étaient des employés des grands propriétaires. Ils obtiennent par ailleurs la collaboration du Parlement, qu'ils contrôlaient au Texas et au Kansas.
En 1880, les États-Unis possèdent quarante millions de têtes de bétail. Nombre de petits colons n'ont pas les moyens de s'offrir des bovins mais peuvent en revanche faire de l'élevage de moutons. À partir des années 1880, les grands éleveurs de bétail se lancent dans une « guerre du mouton » qui se prolonge pratiquement jusqu'à la Première Guerre mondiale. Les cow-boys organisaient des expéditions contre les éleveurs de moutons ; les bêtes sont généralement empoisonnées ou abattues, ou dans certains cas précipitées du haut des falaises. Pour les propriétaires de bovins, il s'agit d'une question d'économie : sans mouton, le prix du bœuf monterait.
Une autre méthode employée par les grands éleveurs pour ruiner les indépendants et les petits est la pose de clôtures de fil de fer. Ces clôtures permettent d'isoler les points d'eau pour assoiffer le bétail. En 1874, cinq tonnes de fil de fer barbelé sont mises en place, puis 127 tonnes en 1876 et 3 600 tonnes en 1880. En réaction, des groupes de petits éleveurs s'organisent pour cisailler les clôtures de nuit ; au Texas, vingt millions de dollars de clôtures sont détruites entre 1880 et 1885. La Chambre des représentants du Texas rend en 1884 la destruction de clôtures un crime punissable de cinq ans d'emprisonnement. Le fait de clôturer à tort, même en connaissance de cause, n'est puni que d'une amende.
Dans les années 1930, l'agriculture subit une crise majeure de surproduction et de paupérisation des agriculteurs (ou farmers). Le Dust Bowl (« Bol de poussière »), des tempêtes de poussière et une sécheresse, provoque une catastrophe écologique qui touche, pendant près d'une dizaine d'années, la région des grandes plaines. Ces tempêtes détruisent toutes les récoltes, dépouillent les champs de leur terre (érosion), la remplaçant par de la poussière, ensevelissent habitations et matériel agricole et jettent des milliers de fermiers sur les routes, en direction de l'ouest. Dans Les Raisins de la colère, le romancier John Steinbeck décrit de façon poignante cette période de l'histoire américaine. La crise écologique provoquée par le Dust Bowl conduit le gouvernement américain à créer le Soil Conservation Service (en), appelé aujourd'hui Natural Resources Conservation Service (en), organisme chargé de la sauvegarde des ressources naturelles et de l'environnement.

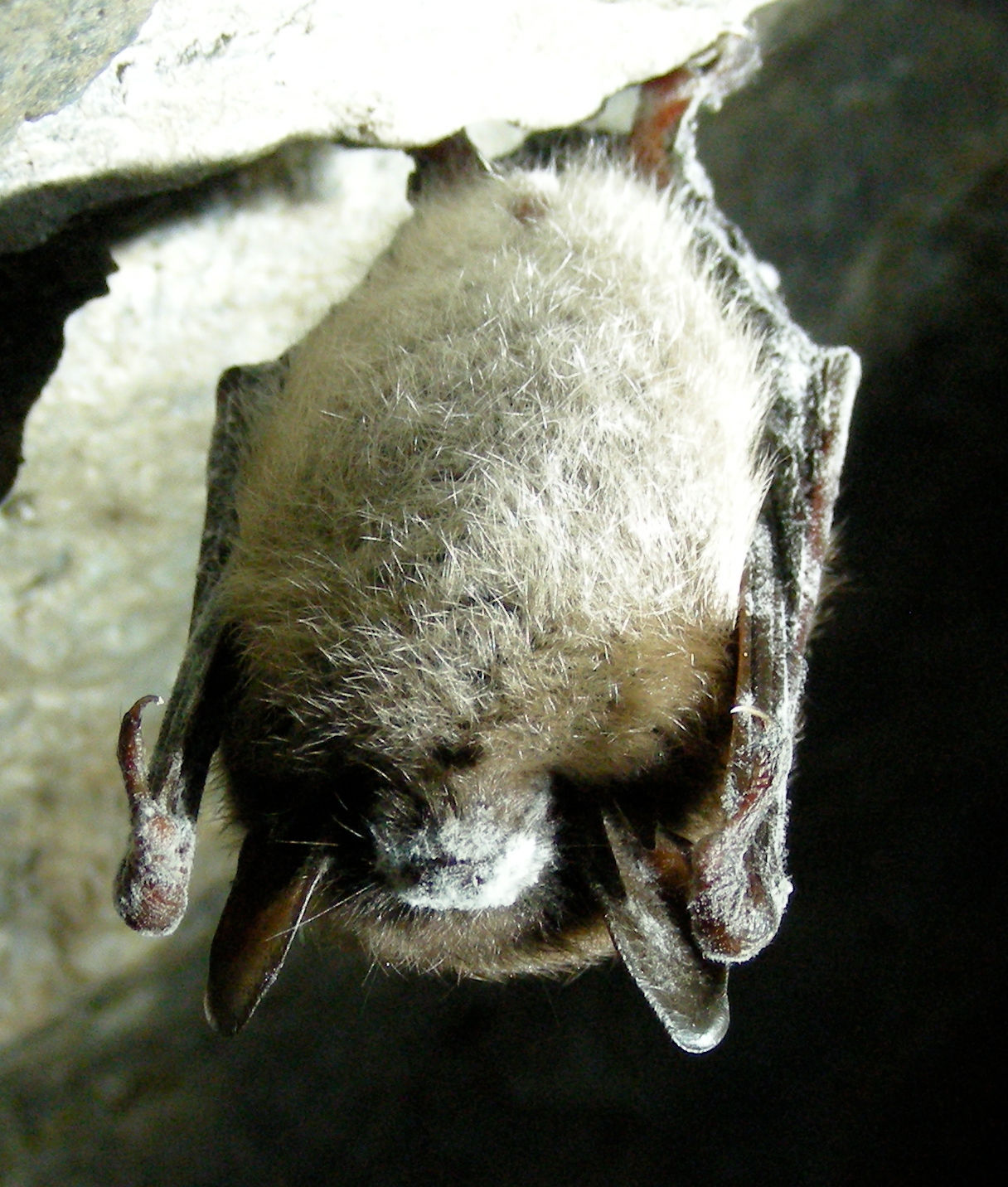
Une petite chauve-souris brune affectée du syndrome du nez blanc, qui décime actuellement les colonies nord-américaines de chiroptères, très grandes consommatrices d'insectes. Une étude publiée en 2011 dans Science faisait état de pertes pouvant aller jusqu'à 3,7 milliards de dollars par an pour les agriculteurs nord-américains provoquées notamment par cette épizootie.

Sur les recommandations d’Henry Wallace, l’administration Roosevelt entreprend de protéger les agriculteurs contre les aléas du marché en distribuant des subventions fédérales et en contrôlant la production.
Le président Roosevelt fait voter la création d'une Agence agricole et des lois pour assurer la régulation de l'offre de produits agricoles. Le 12 mai 1933, l’Agricultural Adjustment Act fut promulgué. On décide ainsi de réduire la production pour faire remonter les cours agricoles. Pour cela une grande partie des récoltes et des réserves sont détruites ; la réduction des surfaces cultivées est encouragée par une politique d'indemnisation. Les dettes des agriculteurs furent rééchelonnées (Farm Credit Act, 16 juin 1933).
Les premiers résultats, au bout de trois ans, sont encourageants, puisque le revenu des agriculteurs augmente. Aussi, l’interventionnisme étatique dans le secteur primaire est amorcé.

## Réglementation et subventions agraires

Subventions accordées en 2005 par le gouvernement fédéral aux agriculteurs, en milliards de dollars, selon les cultures (source: Congressional Budget Office).

Au niveau réglementaire, le Congrès vote périodiquement des farm bill (en) (« loi sur la ferme »). La dernière en date est le Food, Conservation, and Energy Act of 2008 (en), qui a mis en place un plan de politique agraire sur 5 ans, doté d'un budget de 288 milliards de dollars. Entre autres mesures, cette loi soutient de façon importante la production d'éthanol cellulosique, et institue le National Institute of Food and Agriculture (en), qui doit coordonner la politique fédérale en matière de recherche agronomique.
L'Omnibus Consolidated and Emergency Appropriations Act, FY1999 (en) et l'Agriculture Risk Protection Act of 2000 (en) prévoyaient des indemnisations aux agriculteurs victimes de pertes de récoltes ou de gains inférieurs aux gains escomptés en raison de la volatilité des prix du marché. Ces indemnisations, dites « market loss payments (en) », étaient financées par un budget 3,1 milliards de dollars dans la loi de 1999, et de 7,14 milliards de dollars dans la loi de 2000.

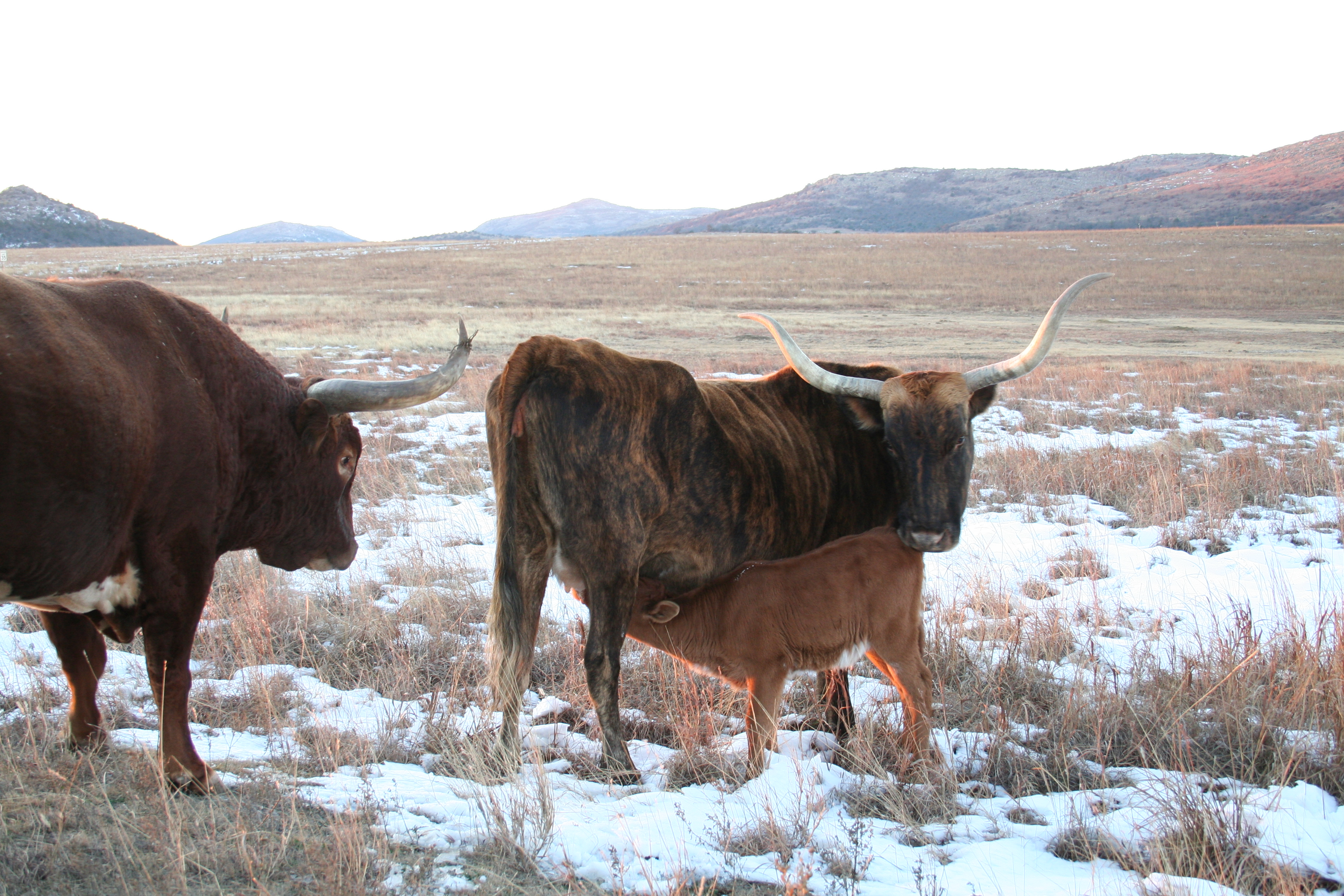
Les Texas longhorns, une race bovine emblématique de l'élevage américain.

Depuis le Federal Agriculture Improvement and Reform Act of 1996 (en), des contrats dits production flexibility contract (en)s, échelonnés sur sept ans, ont été mis en place, qui déconnectent le montant des primes des prix du marché. Ces contrats donnent une plus grande liberté de choix des cultures mises en champ (hormis en fruits et légumes). C'est aussi cette loi de 1996 qui mit fin au soutien aux terres non cultivées, visant à lutter contre la surproduction et à maintenir à un taux suffisamment élevé le prix des denrées agraires.
La politique de subventions aux agriculteurs est ancienne aux États-Unis, bien que moins connue que la politique agricole commune (PAC) en Europe. Elle date des années 1920 et de la crise de 1929, avec le Grain Futures Act (en) de 1922, l'Agricultural Marketing Act (en) de 1929 et l'Agricultural Adjustment Act de 1933. Promulgué sous l'administration Roosevelt, cette dernière loi est la première englobant l'agriculture de manière générale. D'autres lois avaient régulé l'agro-alimentaire, et notamment le secteur de l'abattage, après un rapport de la Federal Trade Commission de 1919 (Packers and Stockyards Act (en) de 1921 et Capper-Volstead Act (en) de 1922, qui soustrayait les coopératives aux poursuites anti-trusts).

## Insecticides
En 22 ans (de 1992 à 2014), l’agriculture américaine est devenue près de cinquante fois plus toxique pour les insectes, principalement en raison des nouvelles générations d’insecticides systémiques d'enrobage des graines, dits « néonicotinoïdes ». En outre une grande partie des cultures sont transgéniques et sécrètent leur propre insecticide (Toxine bt).

## Commerce

### Commerce extérieur
Comme en Europe, l'encéphalopathie spongiforme bovine (ESB, ou « maladie de la vache folle ») a atteint le cheptel américain, poussant le Japon, la Corée du Sud et Taïwan à suspendre leurs importations (cf. Conflits sur l'importation de bœuf américain (en)).
Le Japon, premier marché des producteurs de bœuf américains à l'étranger (pour une valeur de plus d'un milliard de dollars), suspendit ses importations en 2003, avant de les ré-autoriser fin 2005, et de les suspendre à nouveau en 2006, puis de lever partiellement ses restrictions (cf. Importation de bœuf américain au Japon (en)).

### Vente directe
Les marchés où les consommateurs achètent directement leurs produits frais aux producteurs locaux se multiplient aux États-Unis : appelés « farmers' markets » en anglais, ils sont au nombre de 8669 en 2016, soit une augmentation de 2,3 % par rapport à 2015. Ils sont répartis dans 733 aires urbaines américaines (CSA), dont les principales sont New York (plus de 50 « green markets » ou « marché verts » dans la commune), San Francisco ou Washington D.C. Au niveau fédéral, l'USDA encourage leur développement.

## La vallée de San Joaquin
50 % des fruits et légumes et 90 % des amandes, artichauts, avocats et tomates des États-Unis sont produites dans la vallée de San Joaquin, au sud du delta du Sacramento en Californie. La vallée, qui est aussi le plus grand fournisseur pétrolier de la Californie, et abrite le troisième champ pétrolier des États-Unis, le Midway-Sunset Oil Field, est aussi l'une des régions les plus pauvres des États-Unis. En 2005, 41 % des adultes du comté de San Joaquin vivaient sous le seuil de pauvreté fédéral et dans un état d'insécurité alimentaire.

## Élevage

### Élevage intensif et pollutions de l'environnement
Selon une étude publiée en 2018 dans les Comptes-rendus de l'Académie nationale des sciences des États-Unis d'Amérique (PNAS), les agriculteurs américains pourraient nourrir plus de deux fois plus de personnes qu'actuellement s'ils abandonnaient l'élevage d'animaux destinés à la consommation humaine et se concentraient sur la culture de plantes.
Certaines parcs d’engraissement dénombrent jusqu’à 120 000 têtes de bétail. Lors de la canicule de juin 2021, on dénombre au Kansas des milliers de bêtes mortes. En 2011, 4 000 bovins étaient morts à la suite d'un épisode caniculaire dans l’Iowa.
En 2023, un incendie dans un élevage laitier au Texas tue 18 000 bovins et blesse gravement une employée. L’incendie, le plus meurtrier pour des bovins depuis dix ans aux États-Unis, interroge le modèle d’élevage américain, fortement industrialisé. A titre comparatif, le cheptel moyen est de 66 vaches par ferme laitière en France.

### Élevage de bêtes pour les peaux
Les États-Unis comptent 273 fermes d'élevage de visons produisant chaque année environ trois millions de peaux.

## Agriculture biologique

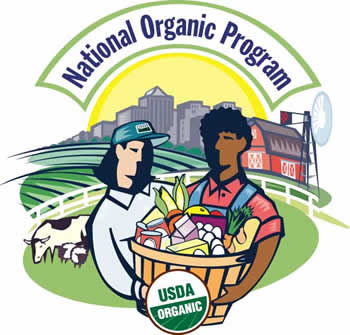
Logotype du National Organic Program.

Depuis 2002, l'agriculture biologique est sous supervision du National Organic Program, organisme dépendant de l'USDA (Département de l'Agriculture), qui distribue notamment un label « bio » (en fait, trois labels, avec des seuils de qualité variable: « 100 % organic », « USDA organic » ou « made with organic ingredients »). Dès 1990, une loi, l'Organic Food Production Act (en), avait mandaté l'USDA pour mettre sur pied une réglementation couvrant le secteur. En 2015, les produits bio représentent 4,9 % des ventes de biens alimentaires aux États-Unis. Ce pays domine largement le marché bio mondial avec 44 % du total soit 39,8 milliards de dollars en 2015. Environ 4100 fermes bio sont présentes aux  États-Unis, dont un cinquième est situé en Californie. La production est cependant insuffisante pour couvrir les besoins, c'est pourquoi le pays en importe. Le secteur employait un demi million de personnes en 2010.

## Pêche et aquaculture
Avec son large territoire et ses côtes sur l'océan Atlantique, le Pacifique et le Golfe du Mexique, les États-Unis ont les plus importantes eaux territoriales du monde (avec un rôle moteur de la Nouvelle-Angleterre, mais aussi de l'Alaska). Ils étaient 5e producteur mondial de poissons au milieu des années 2000, derrière la Chine, le Pérou, l'Inde et l'Indonésie, ce qui représentait 3,8 % du total mondial.
Bien que la question des ressources halieutiques soit un enjeu ancien (un rapport du Congrès de 1871 l'évoquait), ce n'est qu'avec la loi Magnuson–Stevens sur la gestion et la conservation des ressources halieutiques de 1976 que les pêcheries furent réglementées afin de garder sous contrôle les phénomènes de surpêche.
En réponse, l'aquaculture, qui pesait 45 millions de dollars en 1974, prit de l'importance, pour représenter 866 millions de dollars en 2003. En 2004, les États-Unis étaient le 10e producteur mondial dans le secteur de l'aquaculture, principalement derrière des pays asiatiques. Son déficit commercial, dans les fruits de mer, atteignait ainsi plus de 9 milliards de dollars.
Après l'ouragan Katrina à La Nouvelle-Orléans, la catastrophe pétrolière de la plate-forme Deepwater Horizon, de BP, en avril 2010, provoqua des conséquences économiques importantes pour la pêche et les fruits de mer (notamment les crevettes, la Louisiane étant le premier producteur de crevettes des États-Unis), durablement contaminés par la nappe de pétrole.

## Conditions de travail
D'après une étude de l'ONG britannique Oxfam, parue en 2016, la grande majorité des 250 000 ouvriers du secteur volailler sont privés du droit d'aller aux toilettes afin de gagner en productivité. Beaucoup d'entre eux sont alors contraints de porter des couches-culottes pour travailler dans leurs entreprises et « réduisent leurs prises de liquides et fluides à des niveaux dangereux ». Pour l'ONG, il s'agit d'une dégradation de la condition humaine pour des salariés qui déjà « gagnent de faibles salaires et souffrent de taux élevés de blessures et maladies ».

## Principaux produits
Les vingt principaux produits agricoles du pays étaient en 2003, selon la FAO (avec la masse de la production en tonnes) :
| 1.  | Maïs               | 256 904 992 (80 % du maïs provient de Bayer; plus de 20 % de la surface agricole utile est consacrée au maïs)                                                                |
| 2.  | Viande de bœuf     | 11 736 300 (notamment de l'élevage extensif et des feed lots dans les Rocheuses : 98,5 millions de têtes en 1999 (3e producteur mondial) - cf. Élevage bovin aux États-Unis) |
| 3.  | Lait de vache      | 78 155 000 |
| 4.  | Poulet             | 15 006 000 |
| 5.  | Soja               | 65 795 300 (93 % du soja provient de Bayer) |
| 6.  | Cochon             | 8 574 290 (2e élevage porcin du monde, avec 62,2 millions de têtes en 1999)                                                                                                  |
| 7.  | Blé                | 63 589 820 |
| 8.  | Coton              | 3 967 810 |
| 9.  | Œuf de poule       | 5 141 000 |
| 10. | Dinde              | 2 584 200 |
| 11. | Tomate             | 12 275 000 |
| 12. | Pomme de terre     | 20 821 930 |
| 13. | Raisin             | 6 125 670 |
| 14. | Orange             | 10 473 450 |
| 15. | Riz                | 9 033 610 |
| 16. | Pomme              | 4 241 810 |
| 17. | Sorghum            | 10 445 900 |
| 18. | Laitue cultivée    | 4 490 000 |
| 19. | Huile de coton     | 6 072 690 |
| 20. | Betterave sucrière | 27 764 390 |

En 2018:
- C'était de loin le plus grand producteur mondial de maïs (392 millions de tonnes). Le pays est le leader mondial de la production de maïs depuis des décennies et ce n'est que récemment que la Chine, avec 257,3 millions de tonnes produites cette année, s'approche de la production nord-américaine;
- C'était le plus grand producteur mondial de soja (123,6 millions de tonnes), une position qu'ils ont occupée pendant de nombreuses années, mais récemment, ils ont été en concurrence avec le Brésil pour le leadership mondial. Le Brésil a dépassé la production américaine de soja en 2020[26];
- C'était le 4e producteur mondial de blé (51,2 millions de tonnes), juste derrière la Chine, l'Inde et la Russie;
- C'était le 3e producteur mondial de betterave sucrière (30 millions de tonnes), juste derrière la Russie et la France (la betterave sert à fabriquer sucre et éthanol);
- C'était le 10e producteur mondial de canne à sucre (31,3 millions de tonnes) - La canne est également utilisée pour fabriquer sucre et éthanol;
- C'était le 5e producteur mondial de pomme de terre (20,6 millions de tonnes), juste derrière la Chine, l'Inde, la Russie et l'Ukraine;
- C'était le 3e producteur mondial de tomates (12,6 millions de tonnes), juste derrière la Chine et l'Inde;
- C'était le 3e producteur mondial de coton (11,4 millions de tonnes), juste derrière la Chine et l'Inde;
- C'était le 12e producteur mondial de riz (10,1 millions de tonnes);
- C'était le plus grand producteur mondial de sorgho (9,2 millions de tonnes);
- C'était le 3e producteur mondial de raisin (6,8 millions de tonnes), juste derrière la Chine et l'Italie;
- C'était le 4e producteur mondial d'orange (4,8 millions de tonnes), juste derrière le Brésil, la Chine et l'Inde;
- C'était le 2e producteur mondial de pomme (4,6 millions de tonnes), juste derrière la Chine;
- C'était le 3e producteur mondial d'oignon (3,2 millions de tonnes), juste derrière la Chine et l'Inde;
- C'était le 3e producteur mondial d'arachide (2,4 millions de tonnes), juste derrière la Chine et l'Inde;
- C'était le plus grand producteur mondial d'amandes (1,8 million de tonnes);
- C'était le 2e producteur mondial de fraise (1,3 million de tonnes), juste derrière la Chine;
- C'était le 10e producteur mondial d'avoine (814 000 tonnes);
- C'était le 8e producteur mondial de citron (812 000 tonnes);
- C'était le 3e producteur mondial de poire (730 000 tonnes), juste derrière la Chine et l'Italie;
- C'était le 3e producteur mondial de pois vert (722 000 tonnes), juste derrière la Chine et l'Inde;
- C'était le 6e producteur mondial de pêches (700 000 tonnes);
- C'était le 2e producteur mondial de noix (613 000 tonnes), juste derrière la Chine;
- C'était le 2e producteur mondial de pistache (447 000 tonnes), juste derrière l'Iran;
- C'était le 3e producteur mondial de lentille (381 000 tonnes), juste derrière le Canada et l'Inde;
- C'était le 2e producteur mondial d'épinards (384 000 tonnes), juste derrière la Chine;
- C'était le 4e producteur mondial de prune (368 000 tonnes), juste derrière la Chine, la Roumanie et la Serbie;
- C'était le 4e producteur mondial de tabac (241 000 tonnes), juste derrière la Chine, le Brésil et l'Inde;
- Elle a produit 3,6 millions de tonnes de laitue et chicorée;
- Elle a produit 3,3 millions de tonnes d'orge;
- Elle a produit 1,7 million de tonnes de haricot;
- Elle a produit 1,7 million de tonnes de pastèque;
- Elle a produit 1,6 million de tonnes de colza;
- Elle a produit 1,5 million de tonnes de carotte;
- Elle a produit 1,2 million de tonnes de chou-fleur et brocoli;
- Elle a produit 960 000 tonnes de graines de tournesol;
- Elle a produit 804 000 tonnes de mandarine;

Outre les petites productions d'autres produits agricoles, tels que melon (872 000 tonnes), citrouille (683 000 tonnes), pamplemousse (558 000 tonnes), canneberge (404 mille tonnes), cerise (312 mille tonnes), myrtille (255 mille tonnes), seigle (214 mille tonnes), olive (138 mille tonnes), etc
L'agriculture américaine dans le monde : quelques productions

Blé
Maïs
Coton
Viande